# Hiippa (île)
Pour l’article ayant un titre homophone, voir Hippa.
Hiippa est une île de l'archipel finlandais à Naantali en Finlande.

## Géographie
Hiippa est à environ 13 kilomètres à l'ouest de Turku, au nord-est de l'ile de Kailo et de Jakoluoto.
La superficie de l'île est de 1,4 hectare et sa plus grande longueur est de 170 mètres dans la direction sud-est-nord-ouest,.
Hiippa n'a pas de quai ou de services.

### Articlesconnexes
- Liste d'îles de Finlande